# Gare de Seugy
La gare de Seugy est une halte ferroviaire française de la ligne de Montsoult - Maffliers à Luzarches, située dans la commune de Seugy (département du Val-d'Oise). Elle se situe à 33,7 km de la gare de Paris-Nord.
C'est une halte SNCF desservie par les trains de la ligne H du Transilien.

## Situation ferroviaire
La halte de Seugy est située au sud de la commune.
Établie en limite nord de la plaine de France à 87 m d'altitude, elle se situe au point kilométrique 33,746 de la ligne de Montsoult - Maffliers à Luzarches, courte antenne à voie unique de onze kilomètres de long. Elle constitue le quatrième point d'arrêt de la ligne après Viarmes et précède la gare de Luzarches, terminus de la ligne.

## Histoire
Elle est mise en service en 1893 par la Compagnie des chemins de fer du Nord[réf. nécessaire].
A son ouverture, la gare était beaucoup trop loin du village de Seugy. Dans les années 1980, la commune se développe assez pour atteindre les environs de la gare.
En 2024, selon les estimations de la SNCF, la fréquentation annuelle de la gare est de 59 359 voyageurs.
La dernière mise à jour du plan de secteur de la gare date de janvier 2025.

## La gare

### Accueil et services
Ce point d'arrêt non géré (PANG) se résume à un unique quai, dépourvu de bâtiment voyageurs. Seuls un abri de quai, des écrans d'affichage ainsi qu'une billetterie automatique sont présents.

### Desserte
La halte est desservie par les trains de la ligne H du Transilien (réseau Paris-Nord), à raison d'un train par heure aux heures creuses et d'un train toutes les trente minutes aux heures de pointe.
Les trains sont généralement omnibus de Paris-Nord à Luzarches. Seuls les trains circulant aux heures de pointe sont semi-directs, ne desservant pas certaines gares, variables selon les tranches horaires, entre Paris-Nord et Sarcelles - Saint-Brice.
Le temps de trajet est, selon les trains, de 45 à 50 minutes depuis Paris-Nord.
En heure de pointe, 2 trains passent par cette gare en une heure et en heures creuse il y a 1 train par heure. Le week-end, c'est 1 train par heure toute la journée.

### Intermodalité
La gare n'est pas désservie par des bus directement mais 3 lignes de bus sont accessibles dans le village : le 100 (Aéroport CDG) ; 1349 et 1350.
Il n'y a aucune autre ligne de transiliens ou de RER à proximité.